# Pavučnice

Řez lidskou hlavou: mezi tvrdou plenou (dura mater) a omozečnicí je třetí obal mozku, pavučnice

Pavučnice (arachnoidea) je jedna ze tří mozkových plen přítomných u savců a u ptáků. Je to tenká průsvitná vrstva vaziva, která neobsahuje žádné cévy. Svůj název dostala podle toho, že svou strukturou připomíná pavučinu. Nachází se v lebečním prostoru mezi tvrdou plenou mozkovou (dura mater) a omozečnicí (pia mater). Spolu s druhou jmenovanou tvoří tzv. leptomeninx. Mezi omozečnicí a pavučnicí je tzv. subarachnoidní prostor vyplněný cévami a mozkomíšním mokem, který se tam dostává ze čtvrté komory sadou drobných otvorů a následně odtud (skrz arachnoidální klky) odtéká do žilního systému.
Pavučnice je spolu s omozečnicí derivátem neurální lišty.